# Francesc Fàbregas i Bosch
|  | Aquest article tracta sobre el jugador d'hoquei herba nascut el 1949. Vegeu-ne altres significats a «Francesc Fàbregas». |

Francesc Fàbregas i Bosch (Barcelona, 1 de juliol de 1949) és un jugador d'hoquei sobre herba barceloní, ja retirat, guanyador d'una medalla olímpica. És pare del també jugador d'hoquei sobre herba i medallista Francesc Fàbregas, així com tiet d'Àlex Fàbregas.
Membre del Reial Club de Polo de Barcelona va participar, als 19 anys, en els Jocs Olímpics d'Estiu de 1968 celebrats a Ciutat de Mèxic (Mèxic), on aconseguí guanyar un diploma olímpic amb la selecció espanyola d'hoquei sobre herba en finalitzar sisè en la competició masculina olímpica. Aconseguí guanyar sengles diplomes olímpics en els Jocs Olímpics d'Estiu de 1972 realitzats a Múnic (Alemanya Occidental) i en els Jocs Olímpics d'Estiu de 1976 realitzats a Mont-real (Canadà) en finalitzar setè i sisè respectivament. Finalment en els Jocs Olímpics d'Estiu de 1980 realitzats a Moscou (Unió Soviètica), els seus últims Jocs Olímpics, aconseguí guanyar la medalla de plata en la competició olímpica.
A nivell de clubs jugà sempre al Reial Club de Polo de Barcelona, amb qui guanyà set Campionats de Catalunya (1972, 1974-75, 1977-79, 1981), set Copes del Rei (1970, 1974, 1976, 1979-82), sis Lligues espanyoles (1970, 1977-78, 1980-82) i un subcampionat de la Copa d’Europa (1979).